# Copa Amazonas de Futebol de 2015
A Copa Amazonas de Futebol de 2015 foi a segunda edição do torneio para que neste ano substituísse a Segunda Divisão do Campeonato Amazonense de Futebol, o que acabou não acontecendo. A competição premiou o campeão, Fast Clube, com a segunda vaga para a Copa Verde de 2016.

## História
Um torneio profissional disputado no segundo semestre no Amazonas se tornou desejado desde a extinção momentânea da Série B do Estadual. Em 2014 surgiram os primeiros fortes rumores de um torneio no segundo semestre.
Começou a ser discutida após a ACPEA (Associação dos Clubes Profissionais do Estado do Amazonas) apresentar a proposta de uma disputa para o segundo semestre de cada ano, por conta do desgaste dos clubes (a maioria dos clubes do Amazonas disputam competições profissionais apenas no primeiro semestre). Em Agosto de 2015 foi anunciada por definitivo, com cinco clubes.
A competição foi idealizada depois da suspensão da disputa da segunda divisão. Ela previa ter um calendário para os clubes no segundo semestre e também visava manter a atividade dos jogadores do estado. Com a extinção da Segunda Divisão, haviam 15 clubes filiados à Federação Amazonense de Futebol que poderiam disputar esse torneio, à exceção do Nacional, que disputou a Série D do Campeonato Brasileiro daquele ano 
Inicialmente, apenas três clubes (Manaus, Operário e Penarol) disputariam a edição inicial da Copa, entretanto a nova diretoria do Penarol decidiu abrir mão da participação. Fast, Holanda e Nacional Borbense se inscreveram para a disputa.
Todos os jogos foram disputados em Manaus, no Carlos Zamith e na Colina.
O fato do torneio ser ao final de tudo uma seletiva para a Copa Verde, tirou o atual bicampeão amazonense Nacional do torneio. Outros clubes importantes do cenário atual também declinaram de participar do torneio, como o finalista dos últimos três campeonatos amazonenses Princesa e o Penarol que sempre esteve entre os quatro melhores desde 2010. Com a pouca importância dada pela maioria dos clubes em participar do torneio, a ideia inicial de tornar a Copa Amazonas uma fase preliminar do Campeonato Amazonense de Futebol foi abandonada.

## Equipes participantes
Os participantes da primeira edição, foram:
- Fast Clube, terceiro colocado do estadual;
- Nacional Borbense, quinto colocado do estadual;
- Manaus, sexto colocado do estadual;
- Operário, último colocado do estadual;
- Holanda, que encontrava-se licenciado.

## Fórmula de disputa
A Copa Amazonas de 2015 será dividida em dois turnos. Os clubes jogarão entre si em turno único, todos contra todos,sendo os dois primeiros classificam-se para a final.

### Critérios de desempate
O desempate entre duas ou mais equipes segue a ordem definida abaixo:
1. Confronto Direto;
2. Maior número de vitórias;
3. Maior saldo de gols;
4. Maior número de gols prós;
5. Sorteio.

## Primeira Fase

### Jogos
- 14.10.2015 Fast Clube 7×0 Holanda
- 14.10.2015 Manaus FC 1×0 Operário
- 17.10.2015 Fast Clube 2×1 Operário
- 17.10.2015 Manaus FC 2×0 Borbense
- 20.10.2015 Manaus FC 3×0 Holanda
- 20.10.2015 Borbense 3×1 Operário
- 24.10.2015 Fast Clube 3×1 Borbense
- 24.10.2015 Holanda 3×2 Operário
- 27.10.2015 Manaus FC 1×0 Fast Clube
- 27.10.2015 Holanda 1×0 Borbense

### Fase Classificatória
|